# § 17, stk. 4-udvalg
Et §17, stk. 4-udvalg er et midlertidigt politisk udvalg, som en kommunalbestyrelse i henhold til Styrelsesloven kan nedsætte til at varetage særlige opgaver, eller til at fungere som rådgivende eller forberende udvalg for kommunalbestyrelsen, økonomiudvalget eller et af de stående udvalg. Navnet refererer til den paragraf i loven, der giver mulighed for at nedsætte sådanne udvalg.
Sammensætningen af udvalget besluttes af kommunalbestyrelsen, som også fastlægger de nærmere regler for §17, stk. 4-udvalgets arbejde.
Et eksempel på et §17, stk. 4-udvalg er fra Odense, hvor byrådet i 2005 nedsatte et udvalg, der skulle komme med et udspil til en ny sundhedspolitik for kommunen.